# Fanér

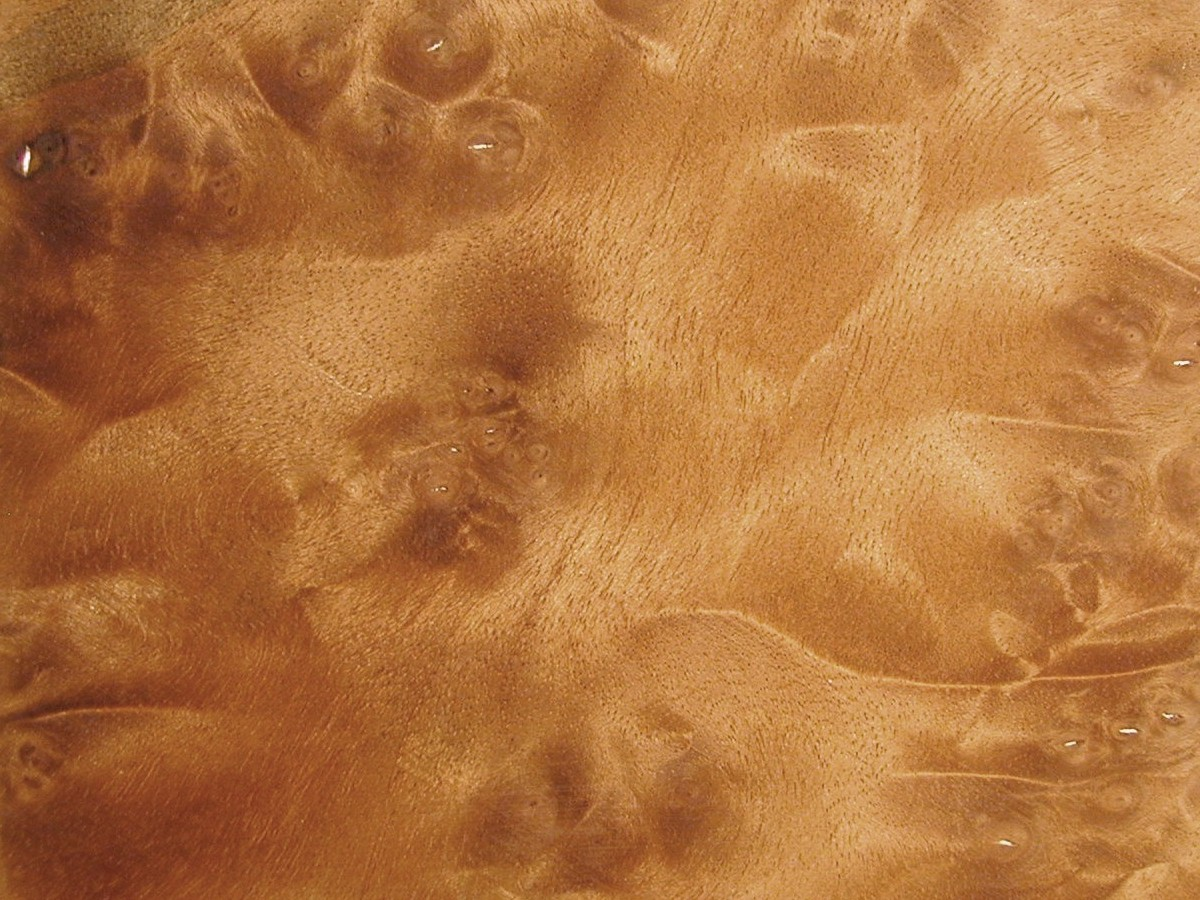
Fanér i valnötsrot

Fanér eller faner är en tunn skiva av trä. Fanérblad svarvas eller hyvlas av stockar från olika träslag. Fanér används dels som material för yttäckning av möbler och andra inredningsdetaljer, dels som råvara till olika träskivor eller plywood (kryssfanér).

## Historik
Fanér användes redan på 1300-talet före Kristus i Egypten, vilket framkom 1922 då man fann en fanerad möbeldel i Tutankhamuns grav. Ordet fanér (fournir), som betyder bestycka, kom från franskan på 1600-talet. Senare har man sågat fanér som har haft en tjocklek på cirka 5 till 10 millimeter eller mer.
Fanér för yttäckning av möbler är framtagen av höga virkeskvaliteter som limmas på en konstruktion av enklare trä (blindträ) eller annan lämplig träfiberskiva för att på ett billigt sätt få en yta av dyrare massiva träslag. Fanér används även för att uppnå speciella effekter, se intarsia.
Kryssfanér eller plywood har en stomme av enklare fanér och limmas i flera lager i kors. Detta åstadkommer byggskivor som inte slår sig. Ytskiktet, åtminstone på en sida, görs av bättre fanér, ofta av ädelträ. Sidorna benämns A och B, skivor med högre kvalitet benämns AA.  
Fanérskärning sker på så sätt att stockar hettas upp i vattenbad eller med basning. Stocken delas i halvor eller i fyra delar varefter den spänns fast i ramen i en fanérhyvel. Hyveln kan ha en längd upp till 4–5 meter och är försedd med ett knivblad som skär ett fanérblad, varefter fanéret torkas i en torkanläggning. Vid denna framställning får fanéret samma utseende som en sågad bräda med stående årsringar. Knivskuret fanér används till yttäckning av möbler samt ädelträplywood. Tjockleken varierar efter användningsområde mellan 0,5 och 3 millimeter.
Vid fanérsvarvning monteras den basade stocken mellan dubbar i ändytorna och roterar mot en kniv. Svarvat fanér förlorar träets vanliga kännetecken och används därför till kryssfanér. Immanuel Nobel uppfann en fanérsvarv.

## Torkning av fanér
Torkning sker i rulltorkmaskiner eller bandtorkar med varmluft, torkningen är beroende av träslag och tjocklek och torkningstemperatur kan vara upp till 150° C eller mer. 